# Plaça Josep Irla
La Plaça Josep Irla és una plaça pública dedicada a Josep Irla de Maçanet de Cabrenys (Alt Empordà) inclosa a l'Inventari del Patrimoni Arquitectònic de Catalunya.

## Descripció
Conjunt de quatre cases bastides sobre desnivell amb una planta semisoterrada i amb accés directe a la planta pis mitjançant escala exterior de pedra. La planta baixa estava originalment coberta amb voltes grasses perpendiculars a la façana. Les obertures es troben emmarcades amb pedres ben tallades. Les cobertes són a dues aigües.